# Port d'Heltermaa
Le port d'Heltermaa (estonien : Heltermaa sadam, code EE HLT) est un port à Heltermaa en Estonie.

## Présentation
Le port d'Heltermaa est situé dans la partie orientale de Hiiumaa, à Heltermaa dans la municipalité de Hiiumaa, à 25 km de Kärdla.
Le port a une superficie de 71 000 m2 sur terre et 216 700 m2 d'eau.
Le port dispose de 5 quais d'une longueur totale de 335,5 m. 
La plus grande profondeur à quai est de 5,1 m.
Les dimensions maximales des bateaux sont pour le premier quai : longueur 115 m, largeur 20,0 m, tirant d'eau 3,8 et pour le second quai : longueur 85 m, largeur 20,0 m, tirant d'eau 4,6 m.

## Voie maritime Rohuküla–Heltermaa
Le port d'Heltermaa et le port de Rohuküla sur le continent sont reliés par la route maritime Rohuküla-Heltermaa.
La voie maritime Rohuküla – Heltermaa est un chenal long de 12 milles marins.
La profondeur de la voie navigable est d'au moins 5,0 mètres,. 

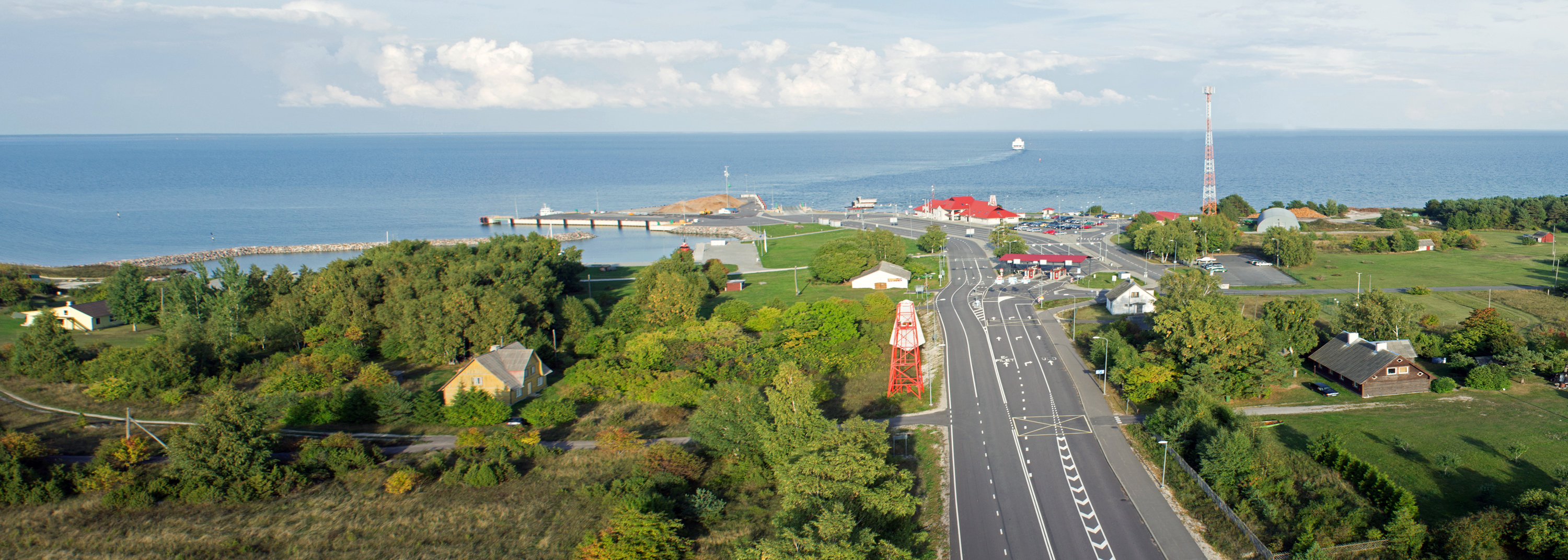

## Galerie

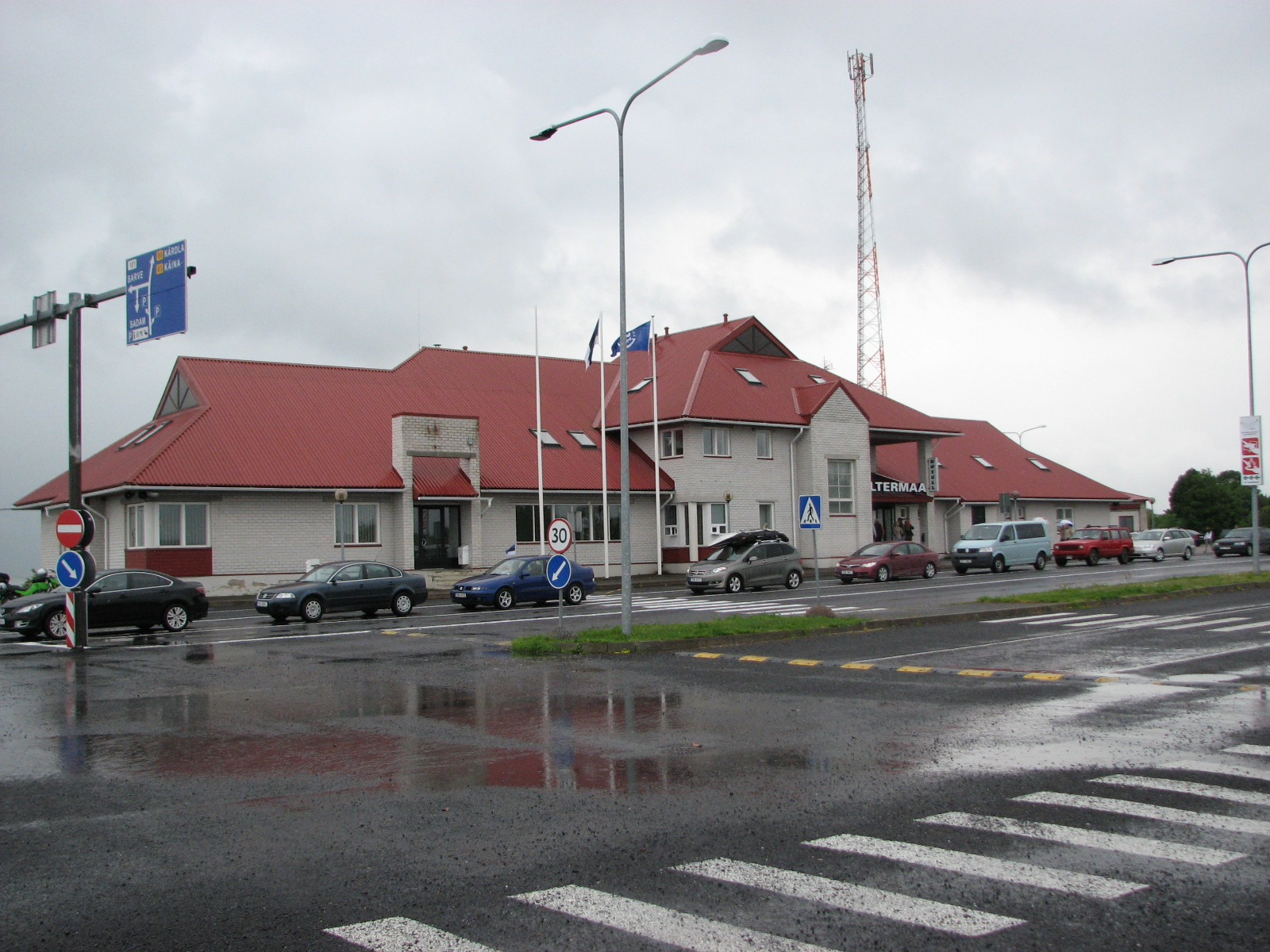
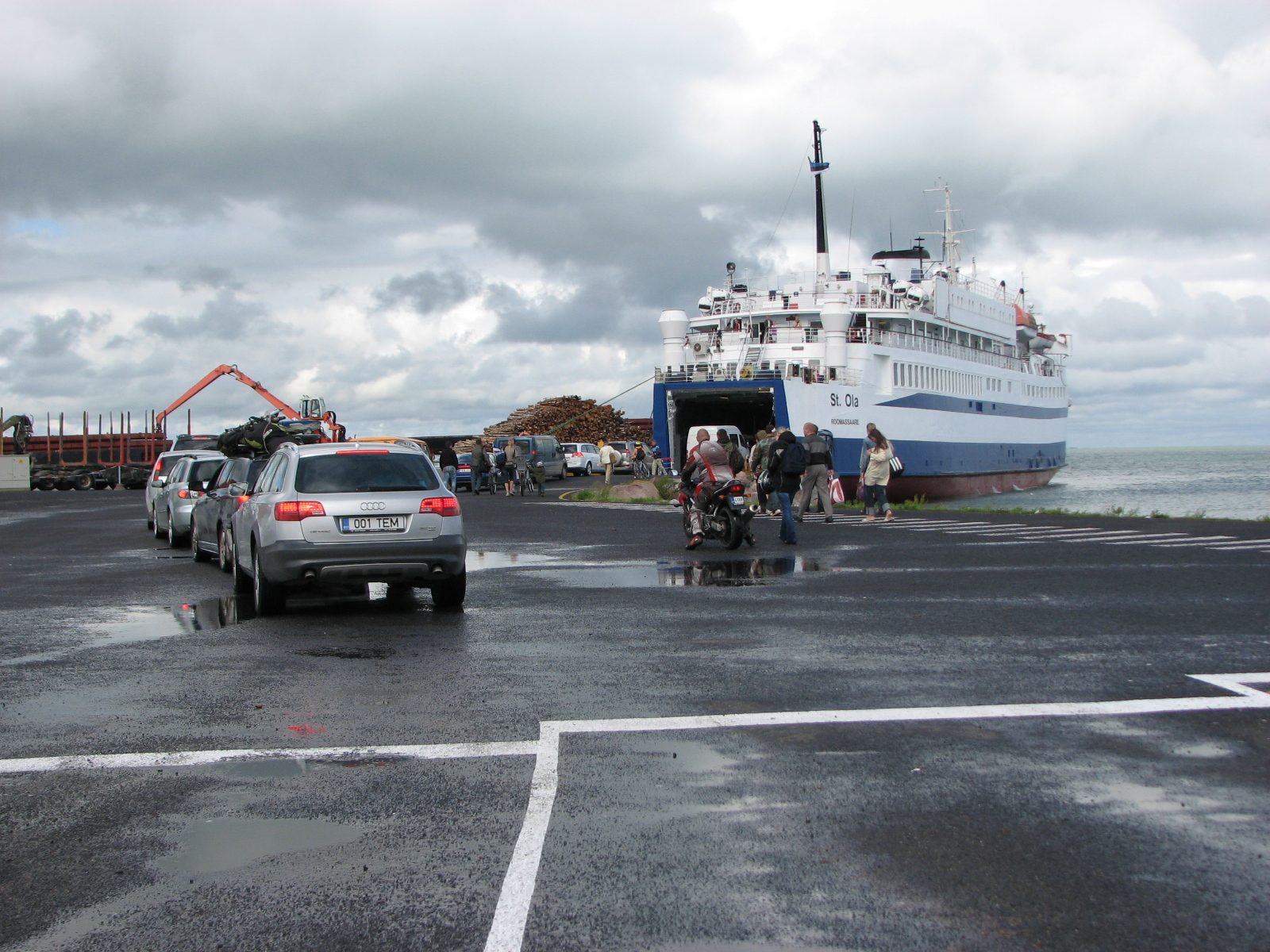
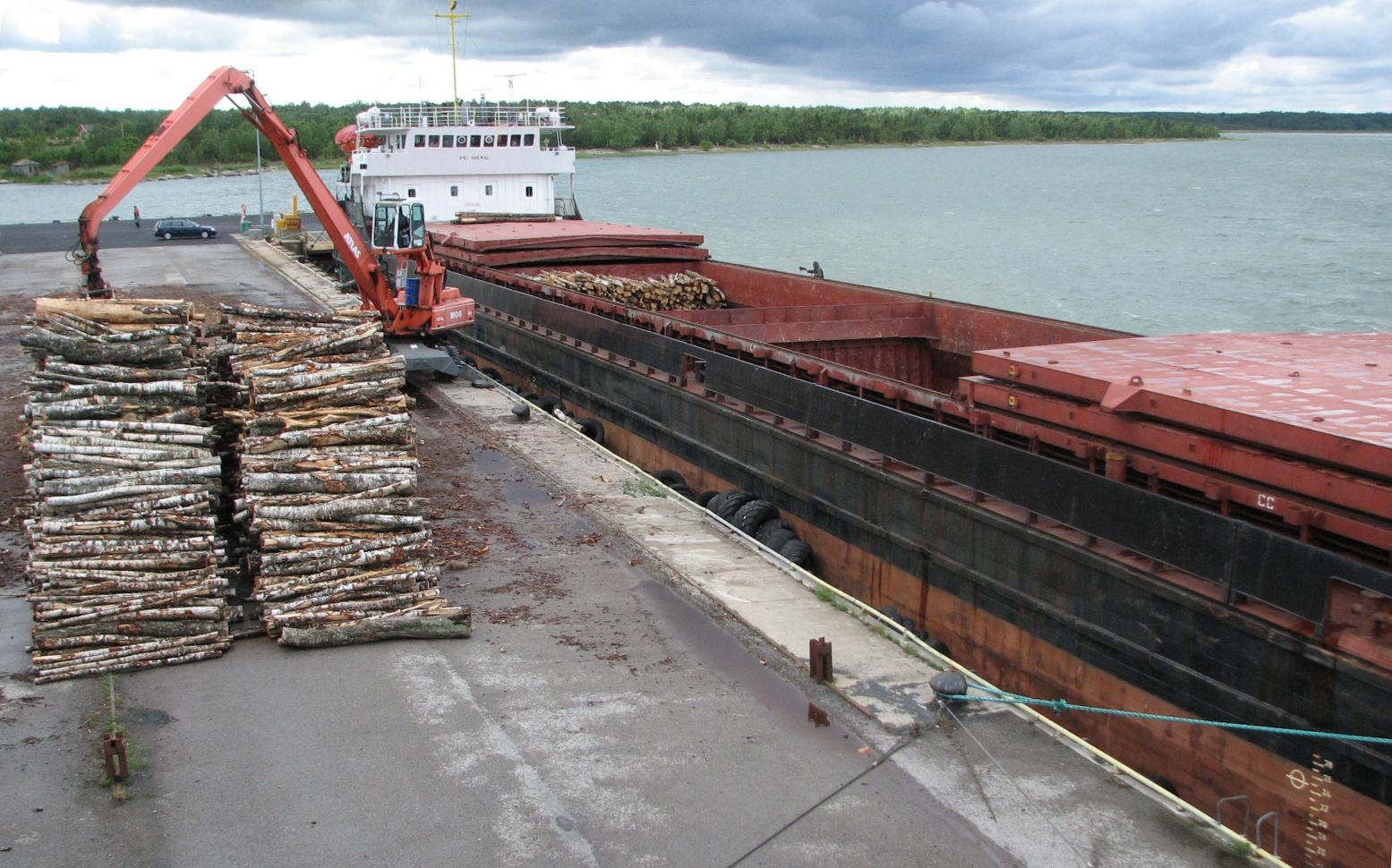
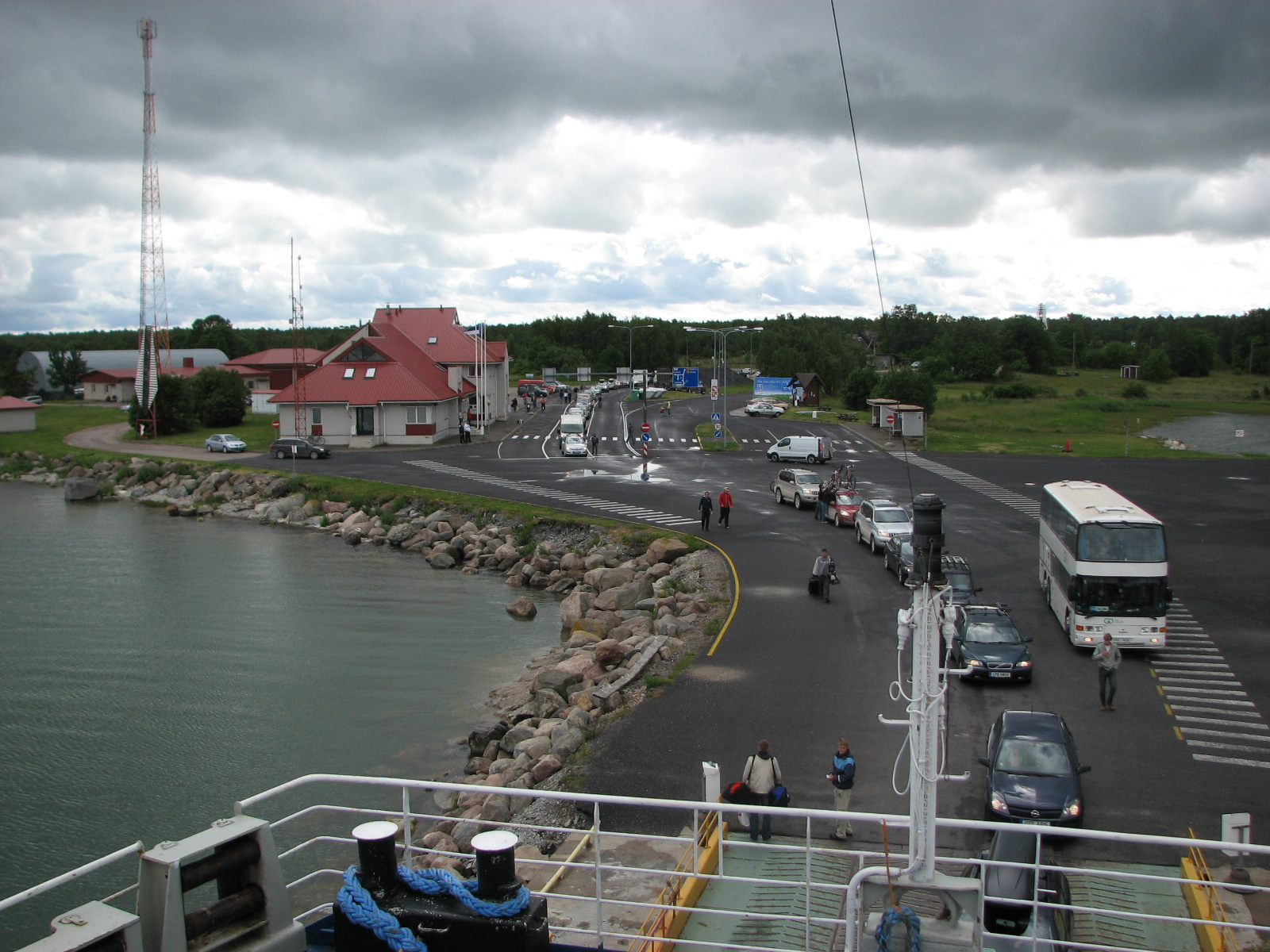